# Distrito de La Brea
El distrito de La Brea es uno de los seis que conforman la provincia de Talara ubicada en el departamento de Piura en el Norte del Perú. Limita por el Norte con el distrito de Pariñas; por el Sur con el distrito de Vichayal; por el Este con el distrito de Marcavelica; y, por el Oeste con el océano Pacífico.
Desde el punto de vista jerárquico de la Iglesia católica, forma parte de la arquidiócesis de Piura.

## Historia
El distrito de La Brea fue creado mediante Ley N.º 7627 del 31 de octubre de 1932, en el gobierno del Presidente Luis Miguel Sánchez Cerro.El distrito tiene una superficie de 692,96 km².

## Geografía
El distrito tiene una superficie de 692,96 km².

## Demografía
La población según el censo de 2007 es de 11 996 habitantes.

## Capital
La capital de este distrito es el poblado de Negritos.

## Autoridades

### Municipales
- 2023 - 2026
  - Alcalde : Ronald Adhemir Revolledo Hidalgo, del Movimiento Independiente Fuerza Regional (FR).
  - Regidores:
    - Ruth Betty Querevalu Nizama, del Movimiento Independiente Fuerza Regional (FR).
    - Jorge Tume Silva, del Movimiento Independiente Fuerza Regional (FR).
    - Aleyda Fernanda Viera López, del Movimiento Independiente Fuerza Regional (FR).
    - Ramos Antonio Álvarez Vargas, del Movimiento Independiente Fuerza Regional (FR).
    - Sergio Antonio Vargas Cárdenas, de la Organización política unidad regional (UR).

- 2015 - 2018[4]
  - Alcalde : Pedro Alejandro Hoyos León, del Partido Democrático Somos Perú (SP).
  - Regidores: Crosbel Isidro Lecarnaque Molina (SP),  Alberto Arméstar Véliz (SP), Víctor Damián Duque Mogollón (SP), Eda María Calderón Benites (SP), Jorge Reto Bruno (Movimiento de Afirmación Social).
- 2011-2014[5]
  - Alcalde: Pedro Alejandro Hoyos León, del Movimiento Fuerza Nacional (FN).[6]
  - Regidores: Gregoria Álvarez Mogollón (FN), Brenda Ricardina Ruesta Talledo (FN), Juan Carlos Lequernaque Cruz (FN), Marlon Danny Montero Camacho (FN), Dora Frías de Bayona (PPC).
- 2007-2010
  - Alcalde: José Hiltor Távara Atoche.

### Policiales
- Comisario: Teniente PNP Alfredo Julio Boulangger Santos.[7]

### Religiosas
- Parroquia La Inmaculada[8]
  - Párroco: Pbro. Eduardo Palacios Morey